# Daniele Galloppa
Daniele Galloppa (ur. 15 maja 1985 w Rzymie) – włoski piłkarz występujący na pozycji środkowego pomocnika.

## Kariera klubowa
Daniele Galloppa jest wychowankiem klubu AS Roma. W 2004 roku został wypożyczony do drugoligowej Triestiny Calcio. W nowym klubie występował przez 2 sezony, w trakcie których rozegrał 56 pojedynków w Serie B. Rozgrywki w sezonie 2004/2005 Triestina zakończyła na 19. pozycji i utrzymała się w drugiej lidze dzięki wygraniu baraży z Vicenzią Calcio.
W 2006 roku Galloppa został wypożyczony do Ascoli Calcio. W Serie A zadebiutował 17 września podczas zremisowanego 1:1 meczu z Messiną. W Ascoli włoski zawodnik grał tylko w rundzie jesiennej sezonu 2006/2007 i przez ten czas zanotował 13 ligowych występów. Na początku 2007 roku Galloppa trafił do Sieny, która sprowadziła go również na zasadzie wypożyczenia. W barwach nowego zespołu wychowanek Romy zadebiutował 17 lutego w przegranym 3:4 meczu przeciwko Milanowi. W sezonie 2006/2007 Galloppa rozegrał dla Sieny 10 spotkań w Serie A.
Po zakończeniu rozgrywek działacze klubu wykupili połowę praw do karty piłkarza i tym samym Galloppa pozostał w Sienie na zasadzie współwłasności z Romą. 7 października 2007 roku Włoch strzelił pierwszego gola w Serie A podczas zwycięskiego 3:0 pojedynku z Empoli FC. W sezonie 2007/2008 Galloppa rozegrał dla Sieny 30 spotkań w lidze i zdobył 2 bramki. W sezonie 2008/2009 również był podstawowym zawodnikiem swojego zespołu.
26 czerwca 2009 roku Galloppa został zawodnikiem beniaminka Serie A – Parmy, do której dołączył razem z Manuelem Coppolą w zamian za Francesco Parraviciniego i Reginaldo. 30 sierpnia strzelił bramkę w wygranym 2:1 meczu z Calcio Catania. Zawodnikiem Parmy był do roku 2015.
Następnie występował w Modenie, Cremonese oraz Carrarese.

## Kariera reprezentacyjna
Galloppa ma za sobą występy w młodzieżowych reprezentacjach Włoch. Pierwszy mecz rozegrał 23 stycznia 2003 roku w barwach drużyny do lat 18, kiedy to Włosi pokonali Belgię. W 2005 roku razem z kadrą do lat 20 Galloppa dotarł do ćwierćfinału Mistrzostw Świata U-20. Następnie włoski zawodnik zadebiutował w reprezentacji do lat 21, dla której łącznie rozegrał 5 meczów.
28 maja 2009 roku Marcello Lippi powołał Galloppę do kadry reprezentacji Włoch na towarzyskie spotkanie z Irlandią Północną. 6 czerwca w 75. minucie tego meczu Galloppa zmienił Gaetano D’Agostino i tym samym zadebiutował w drużynie narodowej.